# Markus Schwindsackl
Markus Michael Schwindsackl (* 20. Jahrhundert) ist ein österreichischer Antiquitätenhändler.
Bis 2021 betrieb er das Ladenlokal Dachboden Pirat in Lustenau, seither im benachbarten Hohenems.
Seit 2019 tritt Schwindsackl im „Händlerraum“ der ServusTV-Sendereihe Bares für Rares Österreich auf.